# Indy NXT 2025
La stagione 2025 sarà la 23ª stagione del campionato Indy NXT, serie propedeutica della IndyCar Series. Il campionato fino prima del 2023 era conosciuto con il nome Indy Lights, ma con acquisizione della serie da parte di Penske Entertainment, nel 2022 viene rinominato.

## Calendario
Il calendario per la stagione 2025 è stato annunciato il 13 giugno del 2024.
| Rd. | Data      | Circuito                                 | Città                     |
| --- | --------- | ---------------------------------------- | ------------------------- |
| 1   | 2 marzo   | C Circuito cittadino di Saint Petersburg | Saint Petersburg, Florida |
| 2   | 4 maggio  | R Barber Motorsports Park                | Birmingham, Alabama       |
| 3   | 9 maggio  | R Indianapolis Motor Speedway            | Speedway, Indiana         |
| 4   | 10 maggio | R Indianapolis Motor Speedway            | Speedway, Indiana         |
| 5   | 1º giugno | C Circuito di Detroit                    | Detroit, Michigan         |
| 6   | 15 giugno | O World Wide Technology Raceway          | Madison, Illinois         |
| 7   | 22 giugno | R Road America                           | Elkhart Lake, Wisconsin   |
| 8   | 6 luglio  | R Circuito di Mid-Ohio                   | Lexington, Ohio           |
| 9   | 12 luglio | O Iowa Speedway                          | Newton, Iowa              |
| 10  | 26 luglio | R Circuito di Laguna Seca                | Monterey, California      |
| 11  | 27 luglio | R Circuito di Laguna Seca                | Monterey, California      |
| 12  | 10 agosto | R Portland International Raceway         | Portland, Oregon          |
| 13  | 24 agosto | O Miglio di Milwaukee                    | West Allis, Wisconsin     |
| 14  | 31 agosto | C Nashville                              | Nashville, Tennessee      |

     Ovale corto/Superspeedway
     Circuito stradale
     Circuito cittadino

## Team e Piloti
Tutti i team utilizzeranno vetture Dallara IL-15 con un motore Mazda da 2,0 litri prodotto da AER e pneumatici Firestone. I seguenti piloti e squadre sono sotto contratto per competere nella serie.
| Team                                               | N. | Piloti              | Stato | Gare   |
| -------------------------------------------------- | -- | ------------------- | ----- | ------ |
| Abel Motorsports                                   | 17 | Callum Hedge        |       | 1-     |
| Abel Motorsports                                   | 48 | Jordan Missig       |       | 1-     |
| Abel Motorsports with Miller Vinatieri Motorsports | 40 | Jack William Miller |       | 1-     |
| Abel Motorsports with Force Indy                   | 99 | Myles Rowe          |       | 1-     |
| Andretti Global                                    | 26 | Lochie Hughes       | R     | 1-     |
| Andretti Global                                    | 27 | Salvador de Alba    |       | 1-     |
| Andretti Global                                    | 28 | Dennis Hauger       | R     | 1-     |
| Andretti Global                                    | 29 | James Roe           |       | 1-     |
| Andretti Cape Indy NXT                             | 2  | Sebastian Murray    | R     | 1-     |
| Andretti Cape Indy NXT                             | 3  | Ricardo Escotto     |       | 1-     |
| Chip Ganassi Racing                                | 9  | Jonathan Browne     |       | 1      |
| Chip Ganassi Racing                                | 9  | Bryce Aron          |       | 2-     |
| Chip Ganassi Racing                                | 10 | Niels Koolen        |       | 1-     |
| HMD Motorsports                                    | 11 | Nolan Allaer        |       | 1-     |
| HMD Motorsports                                    | 14 | Josh Pierson        |       | 1-     |
| HMD Motorsports                                    | 16 | Tommy Smith         | R     | 1-     |
| HMD Motorsports                                    | 18 | Nikita Johnson      | R     | 1, 3–4 |
| HMD Motorsports                                    | 18 | Max Taylor          | R     | 2      |
| HMD Motorsports                                    | 23 | Caio Collet         |       | 1-     |
| HMD Motorsports                                    | 24 | Sophia Flörsch      | R     | 1      |
| HMD Motorsports                                    | 30 | Liam Sceats         | R     | 1-     |
| HMD Motorsports                                    | 38 | Hailie Deegan       | R     | 1-     |
| HMD Motorsports                                    | 39 | Bryce Aron          |       | 1      |
| HMD Motorsports                                    | 39 | Juan Manuel Correa  | R     | 3-     |

## Riassunto stagione
| Gara | Tracciato          | Pole position | Giro veloce   | Più giri in testa | Vincitori     | Vincitori                       | Note |
| Gara | Tracciato          | Pole position | Giro veloce   | Più giri in testa | Piloti        | Team                            | Note |
| ---- | ------------------ | ------------- | ------------- | ----------------- | ------------- | ------------------------------- | ---- |
| 1    | Saint Petersburg   | Dennis Hauger | Dennis Hauger | Dennis Hauger     | Dennis Hauger | Andretti Global                 |      |
| 2    | Barber Motorsports | Dennis Hauger | Dennis Hauger | Dennis Hauger     | Dennis Hauger | Andretti Global                 |      |
| 3    | Indianapolis       | Lochie Hughes | Lochie Hughes | Lochie Hughes     | Lochie Hughes | Andretti Global                 |      |
| 4    | Indianapolis       | Lochie Hughes | Josh Pierson  | Dennis Hauger     | Dennis Hauger | Andretti Global                 |      |
| 5    | Detroit            | Dennis Hauger | Lochie Hughes | Dennis Hauger     | Dennis Hauger | Andretti Global                 |      |
| 6    | Gateway            | Dennis Hauger | Caio Collet   | Caio Collet       | Lochie Hughes | Andretti Global                 |      |
| 7    | Road America       | Dennis Hauger | Caio Collet   | Dennis Hauger     | Caio Collet   | HMD Motorsports                 |      |
| 8    | Mid-Ohio           | Dennis Hauger | Caio Collet   | Dennis Hauger     | Dennis Hauger | Andretti Global                 |      |
| 9    | Iowa Speedway      | Dennis Hauger | Dennis Hauger | Dennis Hauger     | Myles Rowe    | Abel Motorsports con Force Indy |      |
| 10   | Laguna Seca        | Caio Collet   | Dennis Hauger | Caio Collet       | Caio Collet   | HMD Motorsports                 |      |
| 11   | Laguna Seca        | Caio Collet   | Caio Collet   | Caio Collet       | Caio Collet   | HMD Motorsports                 |      |
| 12   | Portland           |               |               |                   |               |                                 |      |
| 13   | Milwaukee          |               |               |                   |               |                                 |      |
| 14   | Nashville          |               |               |                   |               |                                 |      |

## Classifica

### Classifica Piloti
| Pos | Pilota                | STP | ALA | IMS | IMS | DET | GAT | ROA | MOH | IOW | LAG | LAG | POR | MIL | NSH | Punti |
| --- | --------------------- | --- | --- | --- | --- | --- | --- | --- | --- | --- | --- | --- | --- | --- | --- | ----- |
| 1   | Dennis Hauger R       | 1L* | 1L* | 8   | 1L* |     |     |     |     |     |     |     |     |     |     | 187   |
| 2   | Caio Collet           | 3   | 19  | 2   | 5   |     |     |     |     |     |     |     |     |     |     | 117   |
| 3   | Lochie Hughes R       | 2   | 3   | 1L* | 2L  |     |     |     |     |     |     |     |     |     |     | 172   |
| 4   | Myles Rowe            | 4   | 4   | 3   | 3   |     |     |     |     |     |     |     |     |     |     | 134   |
| 5   | Josh Pierson          | 9   | 5   | 6   | 9   |     |     |     |     |     |     |     |     |     |     | 102   |
| 6   | Salvador de Alba      | 5   | 11  | 5   | 4   |     |     |     |     |     |     |     |     |     |     | 111   |
| 7   | Callum Hedge          | 8   | 18  | 4   | 10  |     |     |     |     |     |     |     |     |     |     | 88    |
| 8   | Jack William Miller   | 16  | 8   | 9   | 19  |     |     |     |     |     |     |     |     |     |     | 71    |
| 9   | Niels Koolen          | 21  | 13  | 18  | 6   |     |     |     |     |     |     |     |     |     |     | 66    |
| 10  | Jordan Missig         | 6   | 12  | 11  | 17  |     |     |     |     |     |     |     |     |     |     | 78    |
| 11  | Bryce Aron            | 13  | 15  | 15  | 15  |     |     |     |     |     |     |     |     |     |     | 62    |
| 12  | Sebastian Murray R    | 17  | 16  | 12  | 12  |     |     |     |     |     |     |     |     |     |     | 63    |
| 13  | James Roe             | 20  | 10  | 19  | 11  |     |     |     |     |     |     |     |     |     |     | 60    |
| 14  | Liam Sceats R         | 18  | 6   | 7   | 8   |     |     |     |     |     |     |     |     |     |     | 90    |
| 15  | Nolan Allaer          | 19  | 20  | 16  | 20  |     |     |     |     |     |     |     |     |     |     | 45    |
| 16  | Tommy Smith           | 15  | 14  | 13  | 21  |     |     |     |     |     |     |     |     |     |     | 57    |
| 17  | Hailie Deegan R       | 14  | 17  | 17  | 18  |     |     |     |     |     |     |     |     |     |     | 54    |
| 18  | Juan Manuel Correa R  |     |     | 21  | 14  |     |     |     |     |     |     |     |     |     |     | 25    |
| 19  | Ricardo Escotto       | 10  | 9   | 14  | 16  |     |     |     |     |     |     |     |     |     |     | 72    |
| 20  | Evagoras Papasavvas R |     | 2   | 10  | 13  |     |     |     |     |     |     |     |     |     |     | 77    |
| 21  | Max Taylor R          |     | 7   |     |     |     |     |     |     |     |     |     |     |     |     | 26    |
| 22  | Nikita Johnson R      | 11  |     | 20  | 7   |     |     |     |     |     |     |     |     |     |     | 55    |
| 23  | Davey Hamilton Jr.    |     |     |     |     |     |     |     |     |     |     |     |     |     |     |       |
| 24  | Jonathan Browne       | 7   |     |     |     |     |     |     |     |     |     |     |     |     |     | 26    |
| 25  | Sophia Flörsch R      | 12  |     |     |     |     |     |     |     |     |     |     |     |     |     | 18    |
| Pos | Pilota                | STP | ALA | IMS | IMS | DET | GAT | ROA | MOH | IOW | LAG | LAG | POR | MIL | NSH | Punti |